# FC Shakhter Karagandá

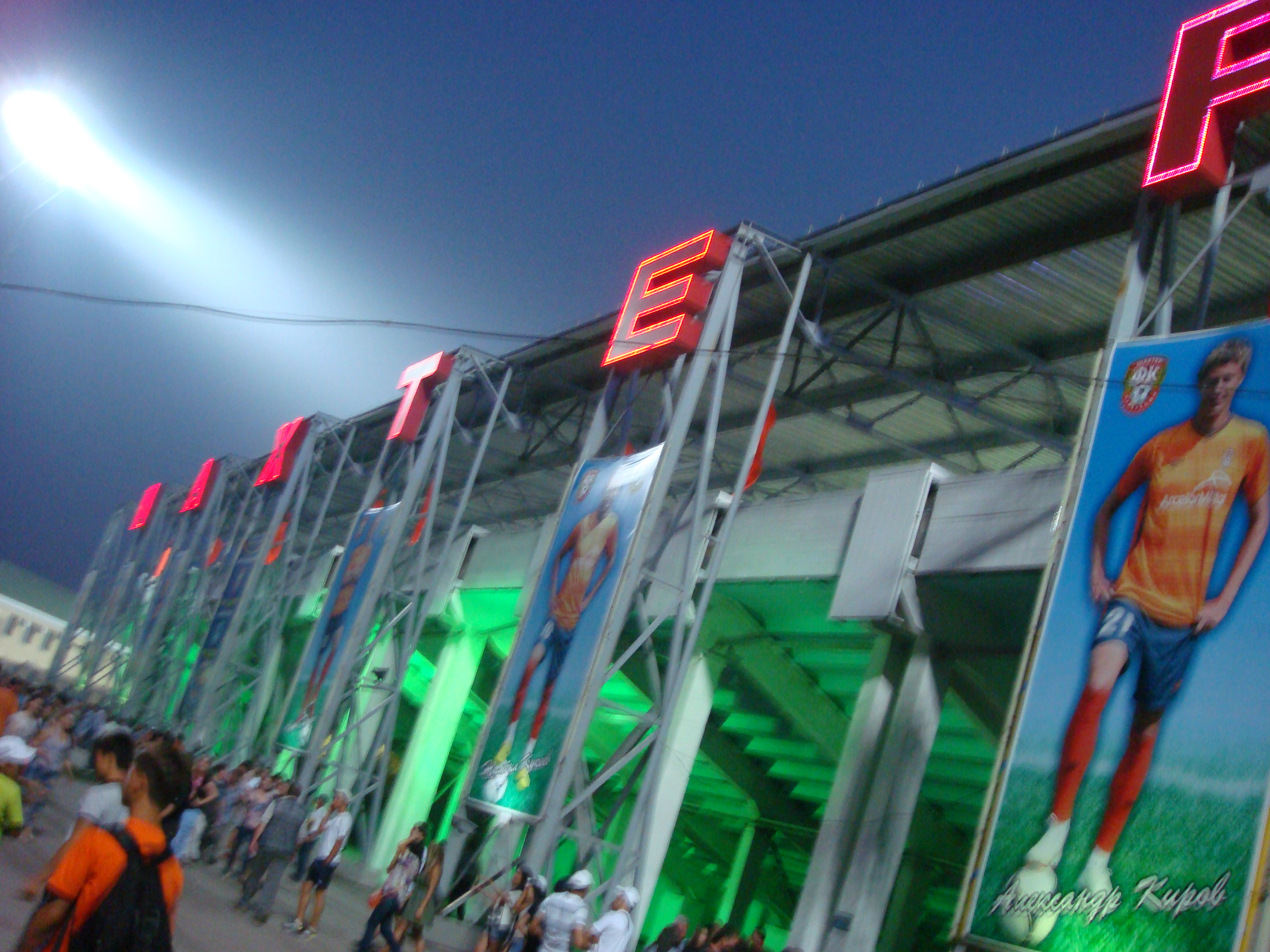
Exterior del estadio Shahter.

El FC Shakhter Karagandá (en kazajo: Шахтёр Қарағанды Футбол Клубы), también puede aparecer escrito como Shahter (del ruso: Футбольный клуб «Шахтёр» Караганда), es un club de fútbol de la ciudad de Karagandá, Kazajistán, fundado en 1958. El club disputa sus partidos como local en el estadio Shahter y pertenece a la Primera Liga de Kazajistán, la segunda división nacional.

## Historia
El Shakhter fue uno de los equipos del fútbol kazajo en disputar la Primera División de la Unión Soviética. Entre los primeros futbolistas del Shahter en el año de debut de los «mineros» en el campeonato de la Unión Soviética en 1958 fueron el portero Gennady Denisov, los capitanes del equipo de Andrew Gumirov y Chuvakov Veniamin, Pavel Kazakov, Vitaly Dyakov, Askold Rogachev o Víctor Selivanov. En la primera temporada, los jugadores tuvieron algunas victorias, concretamente ante equipos modestos que, como el Shakhter, debía luchar por la permanencia como el Pakhtakor Tashkent, Lokomotiv Cheliabinsk, Zvezda Perm o Kolhozchi Ashgabat.
El primer gran éxito del club tuvo lugar en 1961, cuando el Shahter obtuvo el segundo lugar del torneo zonal en la clase B de 16 equipos, y en la siguiente temporada se proclamó campeón de su grupo bajo la dirección del entrenador Vladimir Kotlyarov, exjugador del Kairat, por lo que el equipo ascendió al segundo grupo de la clase A tras una final a doble partido por el ascenso ante el Lokomotiv Gomel, partido que decidió un solitario gol del joven delantero Victor Abgolts, de 18 años.

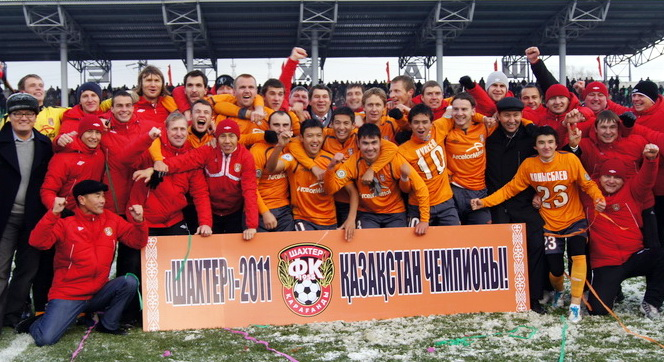
El Shahter campeón de liga en 2011.

La participación del Shahter en el segundo grupo de la clase «A» tuvo lugar en la temporada 1963. En el primer año de los mineros ganaron a equipos consagrados como el Shinnik Yaroslavl por 3-0, al Chernomorets Odessa por 2-1, el Zalgiris Vilnius por 3-1 o la mítica victoria frente al Zenith Leningrado en la Copa de la Unión Soviética por 3-0. En tercera ronda el club tuvo que viajar a Moscú para enfrentarse al Dinamo del legendario Lev Yashin, pero fue eliminado por 2-1.
En la edición de la Copa Soviética de 1965, el club se midió al Torpedo Moscú, campeón nacional, que viajó a Karaganda para disputar el partido de 1/16 de finalen el que hubo récord de asistencia en el estadio Shakhter. El encuentro terminó con la victoria de los mineros por 1-0 y la asistencia al estadio llegó a los 35.000 espectadores. Después de dos temporadas el Shakhter estuvo a un paso de la Soviet Top Liga, finalizando en segundo lugar. El Shakhter se convirtió en dos ocasiones en el ganador de los torneos zonales en la segunda liga en los años ochenta, bajo la dirección del excapitán Serik Ashirbekov.
En septiembre del 2008, el equipo fue descalificado de la Super Liga de Kazajistán por amaño de partidos, donde se involucraron entrenadores y directivos, los cuales fueron castigados durante 60 meses. En octubre, al FC Shakhter le restaron 9 puntos y el FC Vostok, el equipo con el que amañó el partido, fue expulsado de la liga y todos sus partidos fueron declarados derrotas por 3-0.
Tras lograr el tercer puesto en 1995 y 2007 el Shakhter consiguió proclamarse campeón de la Super Liga de Kazajistán en 2011 por primera vez en su historia. El equipo minero continuó su buena racha y encadenó un nuevo título de liga consecutivo en 2012 y una Supercopa kazaja en 2013.
En su segunda participación en la fase de clasificación para la Liga de Campeones de la UEFA, el Shakhter se convirtió en el primer equipo kazajo de la historia que alcanzaba los playoff finales previos a la fase de grupos. En la segunda ronda superó al FC BATE Borisov con un 2–0 en el global y en la tercera ronda eliminó al campeón albanés del KF Skënderbeu Korçë (5–3 en el global). El Celtic los eliminó en la Cuarta Ronda, después de que el Shakhter ganara la ida por 2-0 en Kazajistán pero perdiera la vuelta en Celtic Park por un abultado resultado de 3-0, dando en el global un 3-2 a favor del equipo escocés. Pese a no lograr su objetivo, de igual forma escribió su nombre en la historia, tras ser el primer club Kazajo en clasificarse para una fase de grupos en una competición internacional: la Liga Europea de la UEFA 2013-14.

## Jugadores

### Plantilla 2024
Actualizado a 25 de marzo de 2024

## Palmarés
- Super Liga de Kazajistán: 2

2011, 2012
- Copa de Kazajistán: 1

2013
- Supercopa de Kazajistán: 1

2013
- Primera División de la Unión Soviética: 1

1962

## Participación en competiciones europeas
| Temporada | Competición              | Ronda            | Club                  | Casa      | Visita | Global         |  |
| --------- | ------------------------ | ---------------- | --------------------- | --------- | ------ | -------------- |  |
| 2006      | UEFA Intertoto Cup       | 1                | MTZ-RIPO              | 1–5       | 3–1    | 4–6            |  |
| 2008–09   | UEFA Cup                 | Clasificatoria 1 | Debrecen              | 1–1       | 0–1    | 1–2            |  |
| 2010–11   | UEFA Europa League       | Clasificatoria 1 | Ruch Chorzow          | 1–2       | 0–1    | 1–3            |  |
| 2011–12   | UEFA Europa League       | Clasificatoria 1 | Koper                 | 2–1       | 1–1    | 3–2            |  |
| 2011–12   | UEFA Europa League       | Clasificatoria 2 | St Patrick's Athletic | 2–1       | 0–2    | 2–3            |  |
| 2012–13   | UEFA Champions League    | Clasificatoria 2 | Slovan Liberec        | 1–1 (aet) | 0–1    | 1–2            |  |
| 2013–14   | UEFA Champions League    | Clasificatoria 2 | BATE Borisov          | 1–0       | 1–0    | 2–0            |  |
| 2013–14   | UEFA Champions League    | Clasificatoria 3 | Skënderbeu Korçë      | 3–0       | 2–3    | 5–3            |  |
| 2013–14   | UEFA Champions League    | Play-off         | Celtic                | 2–0       | 0–3    | 2–3            |  |
| 2013–14   | UEFA Europa League       | Grupo L          | AZ                    | 1–1       | 0–1    | 4º Lugar       |  |
| 2013–14   | UEFA Europa League       | Grupo L          | PAOK                  | 0–2       | 1–2    | 4º Lugar       |  |
| 2013–14   | UEFA Europa League       | Grupo L          | Maccabi Haifa         | 2–2       | 1–2    | 4º Lugar       |  |
| 2014–15   | UEFA Europa League       | Clasificatoria 1 | Shirak                | 4–0       | 2–1    | 6–1            |  |
| 2014–15   | UEFA Europa League       | Clasificatoria 2 | FK Atlantas           | 3–0       | 0–0    | 3–0            |  |
| 2014–15   | UEFA Europa League       | Clasificatoria 3 | Hajduk Split          | 4–2       | 0–3    | 4–5            |  |
| 2021–22   | Europa Conference League | Clasificatoria 2 | FCSB                  | 2–1       | 0–1    | 2–2 (5:3 pen.) |  |
| 2021–22   | Europa Conference League | Clasificatoria 3 | Kolos Kovalivka       | 0–0       | 0–0    | 0–0 (3:1 pen.) |  |
| 2021–22   | Europa Conference League | Play-off         | Maccabi Tel Aviv      | 1–2       | 0–2    | 1–4            |  |

### Récord Europeo
| Torneo                        | Apariciones | J  | G  | E | P  | GF | GC | GD |
| ----------------------------- | ----------- | -- | -- | - | -- | -- | -- | -- |
| UEFA Champions League         | 2           | 8  | 4  | 1 | 3  | 10 | 8  | +2 |
| UEFA Europa League            | 4           | 18 | 6  | 4 | 8  | 24 | 24 | 0  |
| UEFA Europa Conference League | 1           | 6  | 1  | 2 | 3  | 3  | 6  | –3 |
| UEFA Cup                      | 1           | 2  | 0  | 1 | 1  | 1  | 2  | –1 |
| UEFA Intertoto Cup            | 1           | 2  | 1  | 0 | 1  | 4  | 6  | –2 |
| Total                         | 9           | 36 | 12 | 8 | 16 | 42 | 46 | –4 |

## Entrenadores
- Piotr Popov (1950-1953)
- Gueorgui Bedritski (1953-1955)
- Vassili Gilev (1956-1957)
- Iouri Khodotov (1958)
- Vassili Gilev (1959)
- Nikolaï Palyska (1960)
- Vladimir Kotliarov (1961-1962)
- Viktor Ponomarov (1963)
- Aleksandr Zagretski (1964-1965)
- Viktor Korolkov (1966-1967)
- Vladimir Kotliarov (1968-1969)
- Viktor Korolkov (1969-1970)
- Timour Seguizbaïev (1971-1972)
- Guennadi Kostioutchenko (1973)
- Vladimir Bolotov (1973-1975)
- Beniamin Tchouvakov (1975)
- Igor Frolov (1975-1976)
- Valentin Grokhovski (1977)
- Arsen Naïdiorov (1978-1979)
- Anatoly Krutikov (1980)
- Leonid Ostrouchko (1981)
- Serik Achirbekov (1982-1985)
- Boris Emeline (1985-1986)
- Leonid Ostrouchko (1986-1987)
- Serik Achirbekov (julio 1987-diciembre 1987)
- Vladimir Kotliarov (1988-1989)
- Viatcheslav Ledovskikh (enero 1990-septiembre 1990)
- Lev Bourtchalkine (septiembre 1990-1991)
- Stanislav Kaminski (1992)
- Serik Berdaline (1993-1996)
- Piotr Asylbaïev (1997-1998)
- Bauyrzhan Baimukhammedov (1998)
- Sergei Gorokhovodatskiy (2001–03)
- Guennadi Kostiuchenko (2003)
- Kyle McGrath (2007)
- Revaz Dzodzuashvili (2007–08)
- Vladimir Cheburin (2009–10)
- Viktor Kumykov (2011–2014)
- Vladimir Tchebourine (2014-mayo 2015)
- Ihor Zakhariak (junio 2015-diciembre 2015)
- Jozef Vukušič (enero 2016-agosto 2016)
- Alexei Eremenko Sr. (agosto 2016-mayo 2017)
- Saulius Širmelis (junio 2017-noviembre 2017)
- Vladimir Jouravel (enero 2018-junio 2018)
- Nikolay Kostov (junio 2018-noviembre 2019)
- Vyacheslav Hroznyi (enero 2020-junio 2020)
- Konstantin Gorovenko (junio 2020-diciembre 2020)
- Ali Aliev (enero 2021-abril 2021)
- Magomed Adiev (abril 2021-)